# Forquilhinha
Forquilhinha es un municipio brasileño del estado de Santa Catarina. Tiene una población estimada al 2021 de 27 621 habitantes. Forma parte de la Región metropolitana Carbonífera.

## Historia
Los primeros asentamientos en el hoy municipio de Forquilhinha fue en 1870, cuando colonos alemanes provenientes de São Martinho se instalaron en las cercanías del río Mãe Luzia.
Se le asignó el estatus de distrito de Criciúma en 1959. El 26 de abril de 1989 se creó el actual municipio de Forquilhinha.

## Turismo
En el mes de octubre, el municipio celebra el Heimatfest, festividad de tradición alemana del sur de Santa Catarina.
Lugares turísticos de la región son: la Plaza del Centenario de la Colonización Germánica, plaza inaugurada en 2012 para conmemorar los 100 años de la llegada de las primeras 30 familias germánicas que se establecieron en el lugar. El Parque Ecológico São Francisco de Assis, reserva ecológica de 80 000 m2.